# Кузнецова, Анна Юрьевна
А́нна Ю́рьевна Кузнецо́ва (урождённая Була́ева; род. 3 января 1982, Пенза) — российский государственный, политический и общественный деятель. Заместитель председателя Государственной Думы Федерального собрания Российской Федерации с 12 октября 2021 года.
Уполномоченный при Президенте Российской Федерации по правам ребёнка (9 сентября 2016 — 29 сентября 2021). Действительный государственный советник Российской Федерации 2 класса. Один из лидеров федеральной части списка «Единой России» на парламентских выборах 2021 года и единственная, не отказавшаяся от депутатского мандата.
Из-за поддержки российско-украинской войны находится под санкциями всех стран Евросоюза, Великобритании, США и ряда других стран.

## Биография
Родилась 3 января 1982 года в городе Пенза. Отец — строитель, мать — инженер. Есть брат. До 1997 года училась в средней общеобразовательной школе № 72 в Пензе. В 1998—1999 годах училась в Педагогическом лицее № 3 в Пензе. В 2003 году окончила с отличием Пензенский государственный педагогический университет имени В. Г. Белинского по специальности «педагог-психолог».
Общественную деятельность начинала в качестве волонтёра — ухаживала за детьми-отказниками в областной детской больнице.
В 2008—2010 годах, совместно с Львовой-Беловой, была учредителем общественной организации «Благовест» (председателем был её муж).
В 2011 году основала и возглавила фонд «Покров», оказывающий помощь многодетным и малоимущим семьям. В Пензенской области фонд способствовал воплощению в жизнь комплексной демографической программы «Жизнь — священный дар», где одними из ключевых направлений являлась профилактика, направленная на сокращение числа абортов, а также пропаганда традиционных семейных ценностей. В том же году выступила инициатором Всероссийского фестиваля-конкурса молодёжных социальных проектов «Мой выбор — жизнь и здоровье», целью которого было заявлено создание и сохранение семейных ценностей, введение в практику лучших идей по развитию в молодёжной среде здорового образа жизни, совершенствование мер общественной поддержки материнства и распространение самых удачных воспитательных методик.
В 2014 году вступила в Общероссийский народный фронт (сразу после этого фонд «Покров» получил от государства грант в 600 тысяч рублей и финансирование на создание Центра защиты материнства со стационарным приютом для матерей с детьми, находящихся в сложной жизненной ситуации), а через год возглавила пензенский исполнительный комитет. Способствовала проведению проверок родильных домов и системы родовспоможения. Тогда же возглавила региональное отделение организации «Матери России». Дальнейшую помощь карьерному росту Кузнецовой оказывал первый заместитель руководителя администрации президента Вячеслав Володин.
С 2015 года — председатель Ассоциации организаций по защите семьи, член Совета женщин при губернаторе Пензенской области. Помощник председателя комиссии по межконфессиональному взаимодействию и содействию защиты свободы совести Общественной палаты Пензенской области.
Весной 2015 года возглавила созданную при Общественной палате РФ Ассоциацию организаций по защите семьи, в сентябре вошла в рабочую группу по выработке предложений о дополнительном регулировании деятельности социально ориентированных некоммерческих организаций. В этом же году президент РФ Владимир Путин подписал указ, согласно которому фонд «Покров» стал оператором президентских грантов на общую сумму 420 миллионов рублей.
В 2016 году участвовала в праймериз «Единой России», по результатам которых заняла первое место среди участников — 65,1 %, а также 66,1 % по Лермонтовскому одномандатному избирательному округу. Заняла пятое место в партийной группе «Единой России» № 15, которую возглавлял Вячеслав Володин.
Указом президента России Владимира Путина от 9 сентября 2016 года назначена Уполномоченным при Президенте Российской Федерации по правам ребёнка.
Является членом рабочей группы при президенте РФ по выработке предложений о дополнительном регулировании деятельности социально ориентированных некоммерческих организаций.
В октябре 2016 года по предложению председателя Совета Федерации Федерального Собрания Российской Федерации Валентины Матвиенко вошла в Координационный совет по реализации Национальной стратегии действий в интересах детей на 2012—2017 годы.
Указом президента России от 15 января 2019 года переназначена Уполномоченным при Президенте Российской Федерации по правам ребёнка сроком на 5 лет.
В июне 2019 года включена в состав президиума Общества русской словесности, в июле 2019 года вошла в состав главного штаба «Юнармии».
В октябре 2020 года вошла в состав учредителей Общероссийской общественно-государственной организации «Фонд защиты детей» (ранее — Российский детский фонд).
В феврале 2021 года включена в состав комиссий Госсовета по направлениям «Социальная политика» и «Образование».
В мае 2021 года вошла в состав совета Фонда поддержки детей с тяжелыми жизнеугрожающими и хроническими заболеваниями, в том числе редкими (орфанными) заболеваниями, «Круг добра».
В июне 2021 года защитила магистерскую диссертацию по программе «Система государственного и муниципального управления» Института государственной службы и управления РАНХиГС.
В 2021 году вошла в пятёрку лидеров федеральной части списка «Единой России» на думских выборах 2021 года.
29 сентября 2021 года освобождена от должности детского омбудсмена в связи с избранием депутатом Государственной думы VIII созыва.
12 октября 2021 года избрана вице-спикером Государственной думы VIII созыва от партии «Единая Россия».
10 ноября 2021 года избрана на пост врио заместителя секретаря Генерального совета партии «Единая Россия».

## Деятельность на посту Уполномоченного по правам ребёнка

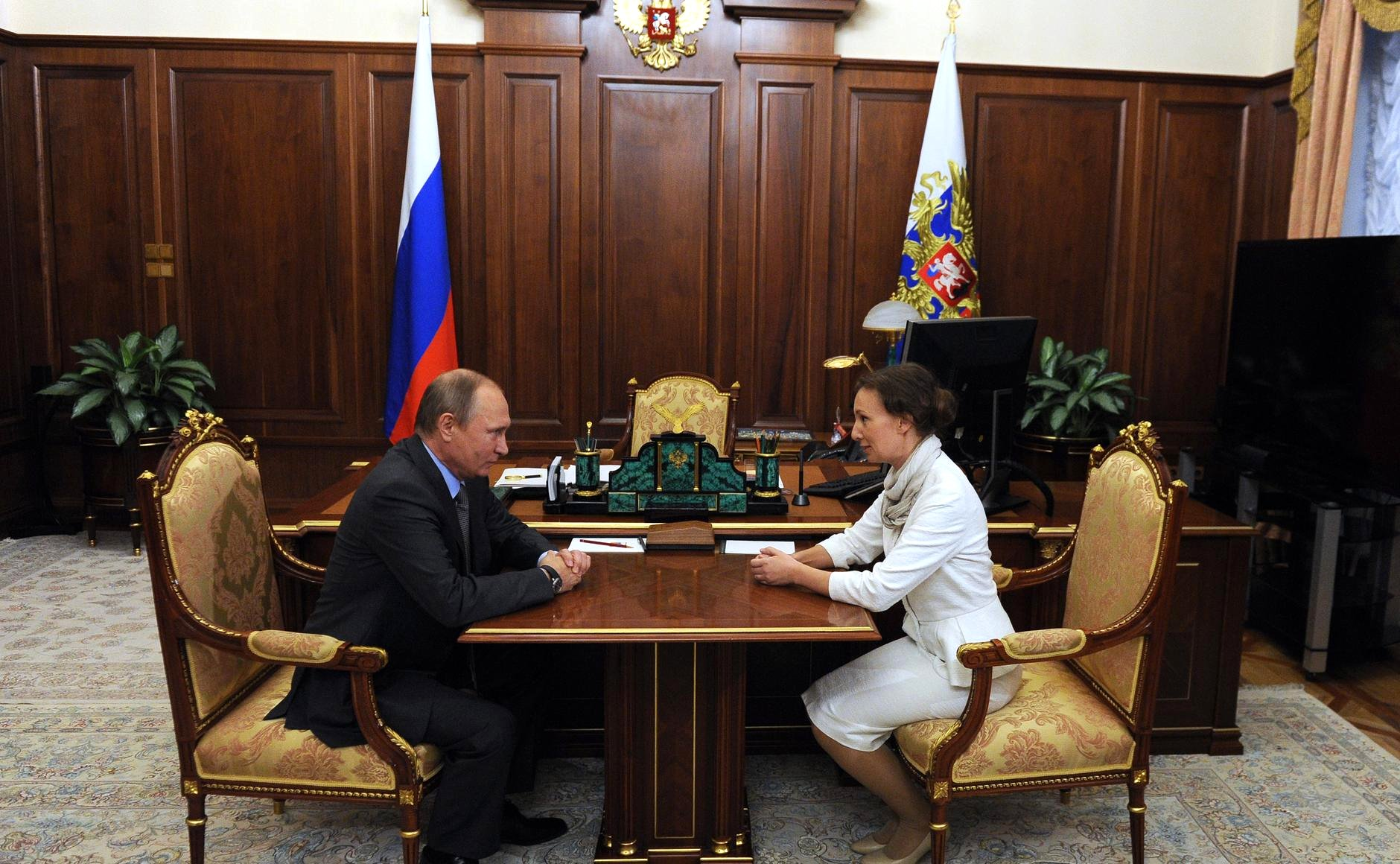
Анна Кузнецова, после назначения на должность, и Владимир Путин обсуждают планы

### Проекты и инициативы
- Общественный[30] и экспертный[31] советы
- Безопасность детства[32]
- Совет отцов[33]
- Детский совет[34]
- Вектор детства[35]
- Письмо солдату[36]
- Социальный навигатор[37]
- Социальные няни[38]
- Наставничество[39]
- Класс Доброты[40]
- Постинтернатное сопровождение[41]
- Лично — Детям[42]
- Вывоз детей из горячих точек Ближнего Востока
- Мониторинг воспитательных программ
- Мониторинг паллиативной помощи[43][44]
- Семьеведение

### 2016 год

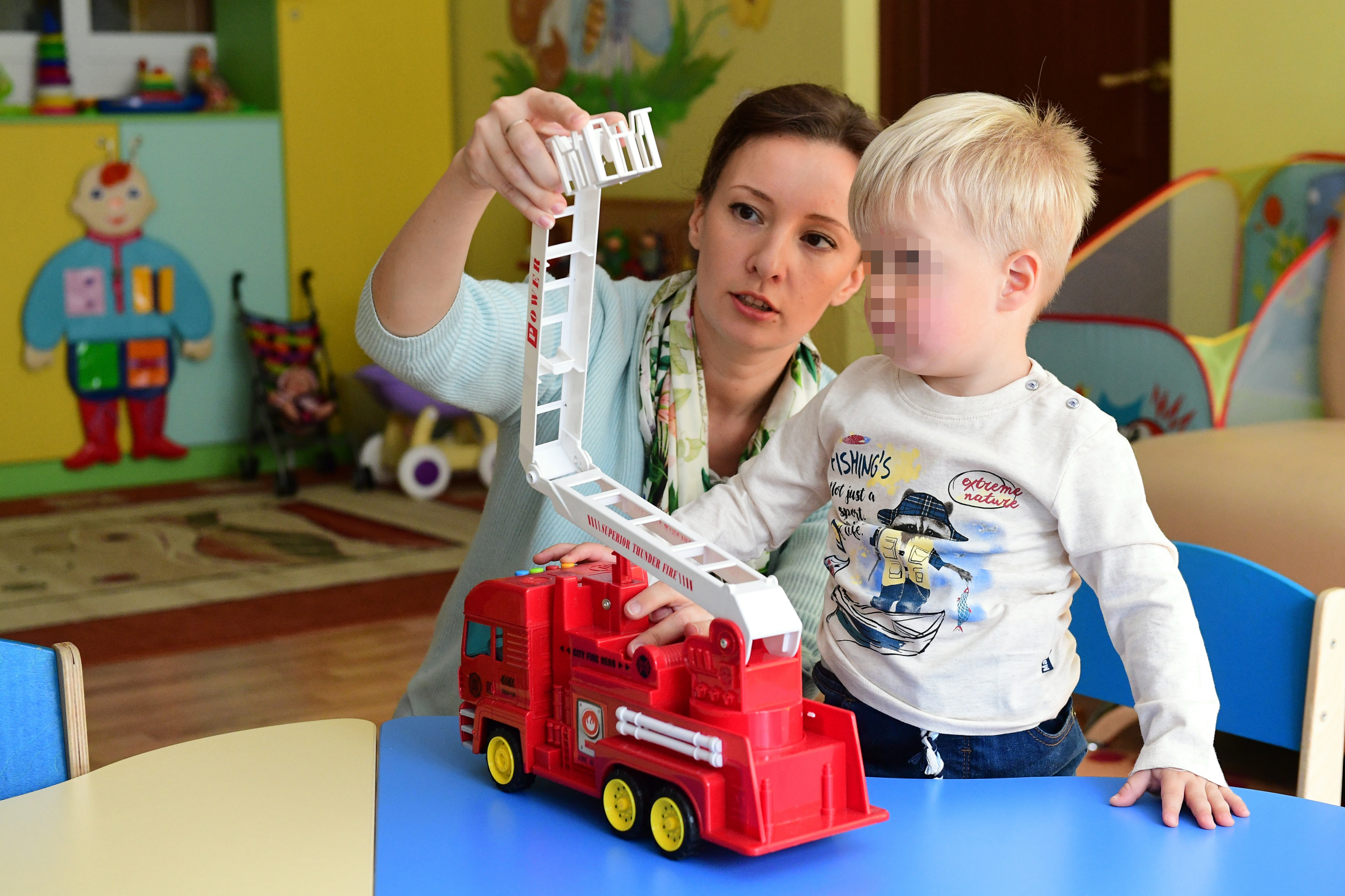
Анна Кузнецова в детском доме

В сентябре обратилась в прокуратуру Российской Федерации с просьбой проверить на предмет детской порнографии организованную в Москве Центром фотографии имени братьев Люмьер выставку Джока Стерджеса «Без смущения», где были представлены фотографии обнажённых подростков, после чего выставка была закрыта. В декабре 2016 года выступила с инициативой создания реестра педофилов, чтобы не допустить их на работу в учебные заведения.
Приняла участие в возврате детей россиянки Виктории Медведевой, у которой их забрали финские соцслужбы. По итогам переговоров с финской стороной дети были отпущены из финского приюта и возвратились в Москву.
В ноябре на конференции «Защита детей от информации, причиняющей вред их здоровью и развитию» призвала ввести уголовную ответственность за склонение детей и подростков к самоубийству через интернет и за ролики с насилием над детьми. Позднее была создана экспертная группа при Общественном совете по вопросами безопасности детей в интернете.
Заступилась за осужденную за репост воспитательницу детсада Евгению Чудновец из Екатеринбурга. Воспитательница была осуждена за то, что разместила в соцсети видео с издевательствами над ребёнком в детском лагере в Курганской области. В марте 2017 года дело было пересмотрено по просьбе Генпрокуратуры, и Чудновец вышла на свободу.
В ноябре попросила Генпрокуратуру проверить, как регионы расходуют средства на строительство жилья для детей-сирот.
После ДТП в ХМАО и гибели 10 детей предложила запретить перевозки детей рейсовыми автобусами: для предотвращения подобных происшествий предполагалось создать реестр недобросовестных перевозчиков и оснастить автобусы, перевозящие детей, проблесковыми маячками.
В декабре обратилась к главе Минтранса России Максиму Соколову с просьбой законодательно запретить контролерам общественного транспорта высаживать на мороз детей, не имеющих проездного билета.
Предложила найти альтернативный реакции Манту способ выявления туберкулеза. По словам омбудсмена, к ней поступают обращения от родителей, чьих детей не допускают до занятий после отказа пройти диагностику туберкулеза.
В конце 2016 высказала позицию, что отмена «закона Димы Яковлева» возможна только после того, как Вашингтон даст возможность проследить судьбу уже усыновленных детей из РФ в Америке.

### 2017 год

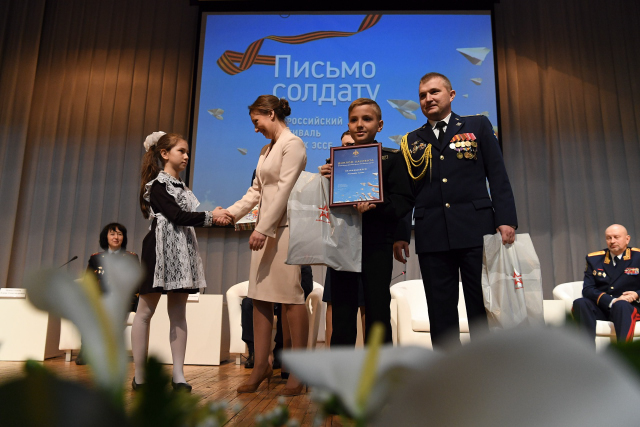
Награждение участников конкурса «Письмо солдату»

В январе приняла участие в судьбе приёмных детей у московской семьи Дель, изъятых после того, как воспитатель детского сада увидела следы побоев на теле одного из мальчиков, а также позднее установленный факт наличия у детей ВИЧ. После изучения обстоятельств дела комиссия, созданная по инициативе Кузнецовой, приняла решение о невозможности пребывания приёмных детей в этой семье и расторжении с супругами Дель договора опеки. Впоследствии было возбуждено уголовное дело в отношении органов опеки Зеленограда, поскольку вовремя не было выявлено отсутствие подходящих условий для жизни и развития детей в семье Дель.
11 января состоялось первое заседание Межведомственной рабочей группы по международным вопросам защиты прав ребёнка, с которого началась системная работа по вывозу российских детей с территории Ирака и Сирии. Матери этих детей оказались связаны с боевиками Исламского государства и находились в иракских тюрьмах и сирийских лагерях для беженцев. Летом совместно с МИД начала розыск детей на территории Ирака. По результатам розыска оказалось, что более 350 российских детей находятся в лагерях и тюрьмах Ирака и Сирии. В июле встретилась с Рамзаном Кадыровым для согласования процесса вывоза детей. Первая группа из 5 детей была вывезена в Грозный 25 августа 2017 года. В дальнейшем работа стала наращиваться, и стали вывозиться большие группы детей.
По итогам большой пресс-конференции 23 декабря 2016 года Владимир Путин поручил Кузнецовой, Общественной палате и Минтруду изучить практику изъятия детей из семей с точки зрения избыточно применяемых мер или неправомерного вмешательства в семью. Доклад по итогам проверки практики изъятия детей вызвал неоднозначную реакцию среди общественников, получив как критику, так и поддержку.
Реформировала общественные структуры при федеральном Уполномоченном по правам ребёнка. При ней был создан Общественный совет, разделённый на рабочие группы. В составе этой структуры оказалось много священников Русской православной церкви, а также православных общественников. Состав Совета вызвал критику ряда общественных организаций, которые вышли из Совета.
По инициативе Кузнецовой были внедрены альтернативные методы диагностики туберкулеза, а именно диаскин-тест и Т-спот. По мнению Кузнецовой, родителям можно самим оставить право выбора, как диагностировать туберкулез. Решение, делать или не делать пробу Манту, «каждый волен, исходя из собственных познаний, убеждений».
Приняла активное участие в судьбе 7 приёмных детей из Калининграда, брошенных родителями в Москве. Детей вернули в Калининград и передали новым родителям. По итогам анализа этого случая, а также ряда других подобных, отметила необходимость проработки предложений, в числе которых: отсрочка подачи документов о лишении родительских прав, возможность временного перемещения ребёнка к близким родственникам и необходимость определить процедуру возврата детей в семью.
В апреле предложила начинать подготовку к семейной жизни со школы. В дальнейшем активно участвовала в разработке и внедрении в учебную программу средней школы курса «Семьеведение» или «Уроков семейного счастья». Занятия должны быть направлены на пропаганду традиционных семейных ценностей и способствовать защите материнства и детства. В декабре 2017 года Минобрнауки одобрило данную инициативу. Одним из пилотных регионов по внедрению проекта стала Северная Осетия, затем подключилась Башкирия. В 2019 году более 60 регионов страны стали развивать эту инициативу.
Разработала программу действий по защите прав осужденных несовершеннолетних и осужденных женщин с детьми, отбывающих наказание: воспитанников колоний для несовершеннолетних не будут переводить во взрослый лагерь, пока им не исполнится 21 год, чтобы оградить их от влияния криминальной субкультуры.
22—23 мая посетила Финляндию, где подписала с детским омбудсменом этой страны Туомасом Курттилой Меморандум о взаимодействии в сфере защиты прав детей. Поездка вызвала недовольство некоторых активистов, которые провели серию одиночных пикетов.
В ноябре попросила суд о смягчении возможного приговора в отношении 18-летнего новосибирца, взломавшего электронный журнал школы для исправления оценок. В феврале 2019 года дело было прекращено.
Предложила обновить систему постинтернатного сопровождения. Была разработана «дорожная карта», которая представляет собой программу обновления системы постинтернатного сопровождения по многим параметрам. В декабре 2019 года предложила законодательно закрепить понятие «постинтернатное сопровождение».
Инициировала увольнение директора Пермского специализированного Дома ребёнка по результатам проверок и выявленных в учреждении нарушениях. Неоднократно выступала против сокращения числа возрастных маркировок контента.

### 2018 год

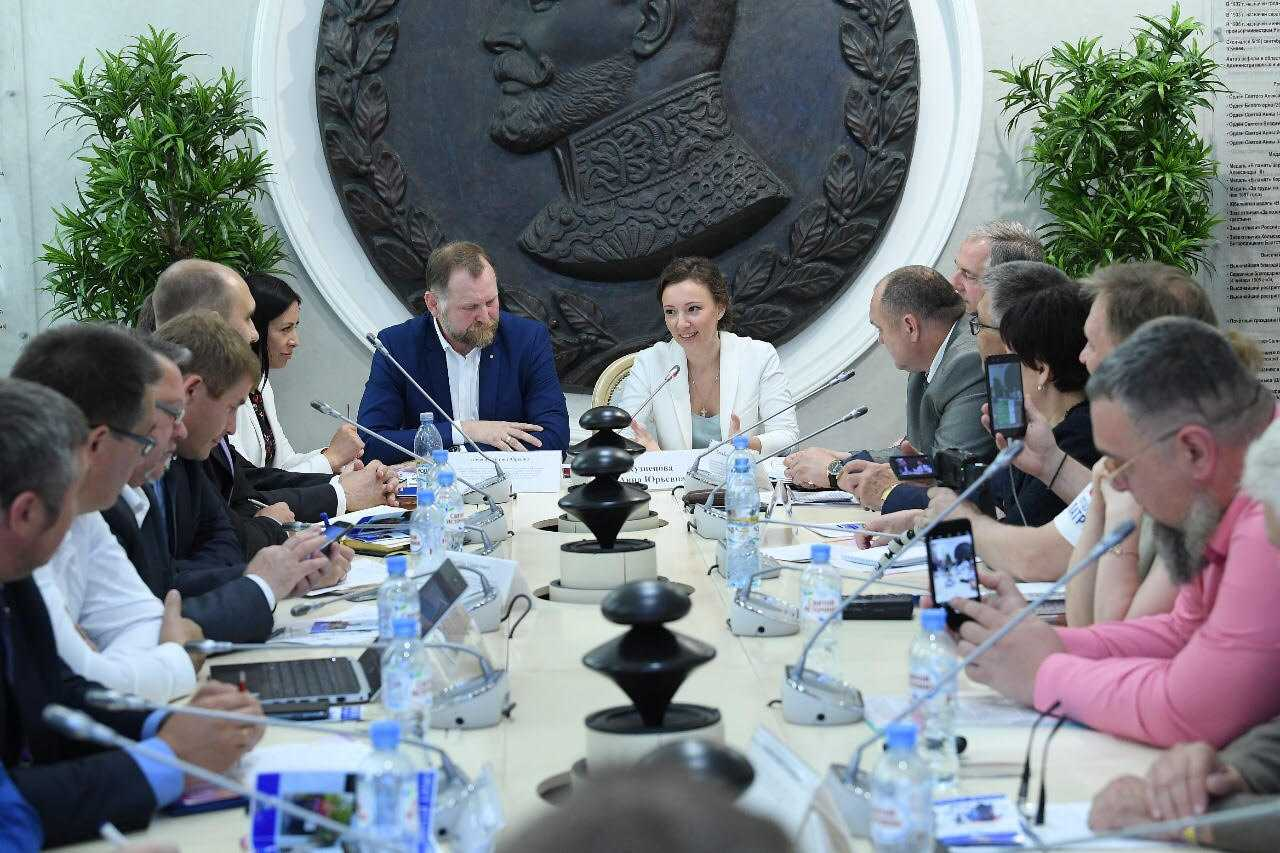
Совет отцов при Уполномоченном при Президенте РФ по правам ребёнка займётся мониторингом безопасности территорий

Являлась инициатором и идейным вдохновителем «отцовского» движения в России. В январе начал свою работу Совет отцов при Уполномоченном по правам ребёнка. Основной целью объединения явилось формирование Общероссийского движения отцов, развитие института наставничества, помощи в решении сложных вопросов, связанных с благополучием семьи и детей. Активно продвигала идею учреждения в России Дня отца.
Последовательно выступала в поддержку многодетных семей. В январе 2018 поддержала инициативу Патриарха Кирилла по утверждению статуса многодетных семей на федеральном уровне и принятии соответствующего законопроекта.

Выступила за введение должности психолога во всех школах после того, как в одной из школ Перми двое подростков с ножами напали на класс. В связи с произошедшим ЧП в Башкирии призвала учителей изучать деструктивный контент в Сети.

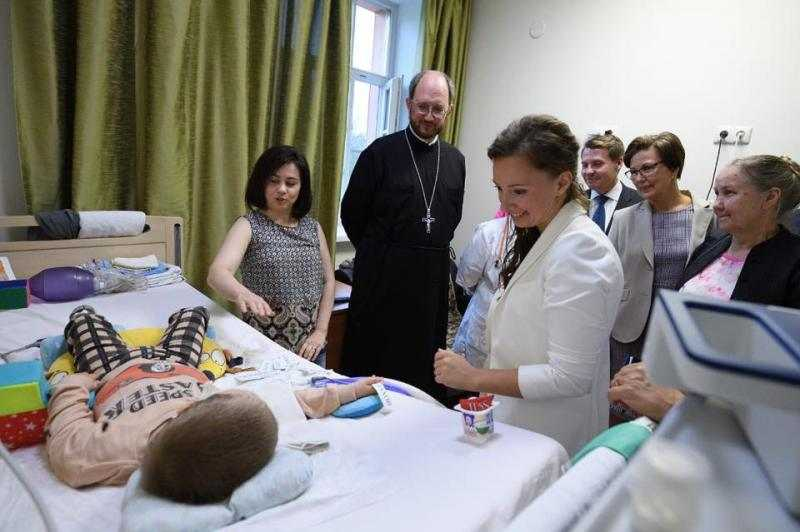
В первом детском хосписе в России

В марте 2018 года инициировала создание рабочей группы по поддержке и развитию детского позитивного контента. Предложила создать оператора по мониторингу опасного интернет-контента.
Предложила Пензе выступить в качестве пилотной площадки для проекта «Социальный навигатор». Суть проекта — в создании социальной службы с единым телефонным номером, куда поступают все тревожные сигналы и просьбы о помощи, которые впоследствии координаторами распределяются по соответствующим ведомствам. Проект стартовал в ноябре 2018 года. В мае 2019 года, после резонансного случая, когда мать бросила ребёнка в поликлинике, предложила создать службу единого окна для помощи семьям. В мае 2019 года Владимир Путин одобрил внедрение в 10 регионах пилотного проекта «Социальный навигатор».

Выступила против инициативы Минтранса, предусматривающей запрет на перевозку детей в колясках в метро, на эскалаторах, на станциях и межстанционных переходах, после чего Минтранс передумал запрещать перевозку детей в колясках в метро.

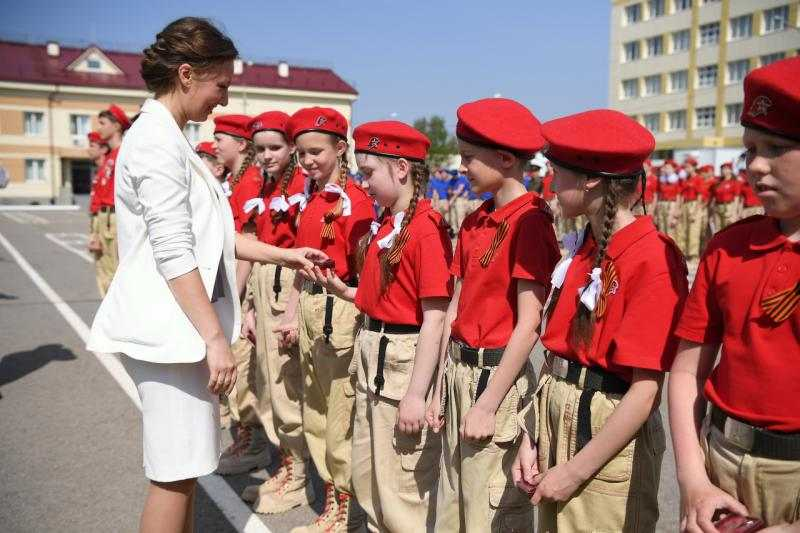
Встреча с активом Юнармии

Предложила создать в России институт сертифицированных государственных нянь. В декабре 2018 года Минтруд утвердил профессиональный стандарт няни.

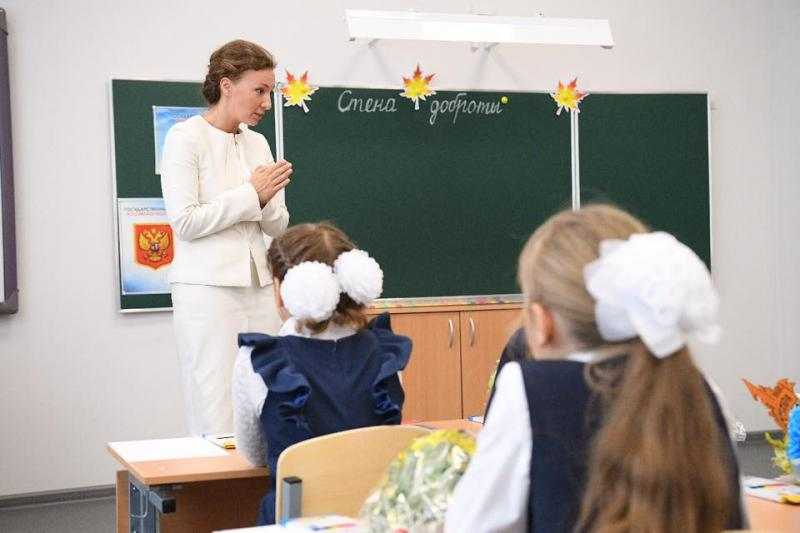
Анна Кузнецова на уроке доброты

В июне объявила о старте федерального проекта «Юнармия. Наставничество». Проект реализуется совместно с движением «ЮНАРМИЯ» и нацелен на оказание помощи детям-сиротам, оставшимся без попечения родителей, в развитии личности, самореализации, формировании активной жизненной позиции.
Явилась инициатором создания «Классов Доброты». Целью проекта является создание условий для самореализации обучающихся образовательных организаций, содействие их развитию в духовно-нравственной сфере, формирование ориентации на такие ценности, как милосердие, созидание, искренность, доброжелательность.
Добилась повышения нормы питания для осужденных беременных женщин, кормящих матерей и несовершеннолетних.
Приняла активное участие в деле сестер Хачатурян. Добилась дополнительного медицинского обследования одной из сестер и психологической помощи ей.
Активно выступала за развитие паллиативной помощи. Для снижения стоимости препаратов предложила сделать закупку лекарств для детей с редкими болезнями централизованной.

Инициировала и добилась передачи из Министерства просвещения в Министерство строительства полномочий по обеспечению жильём детей-сирот. В 2019 году Минфин и Минпрос поддержали эту идею.

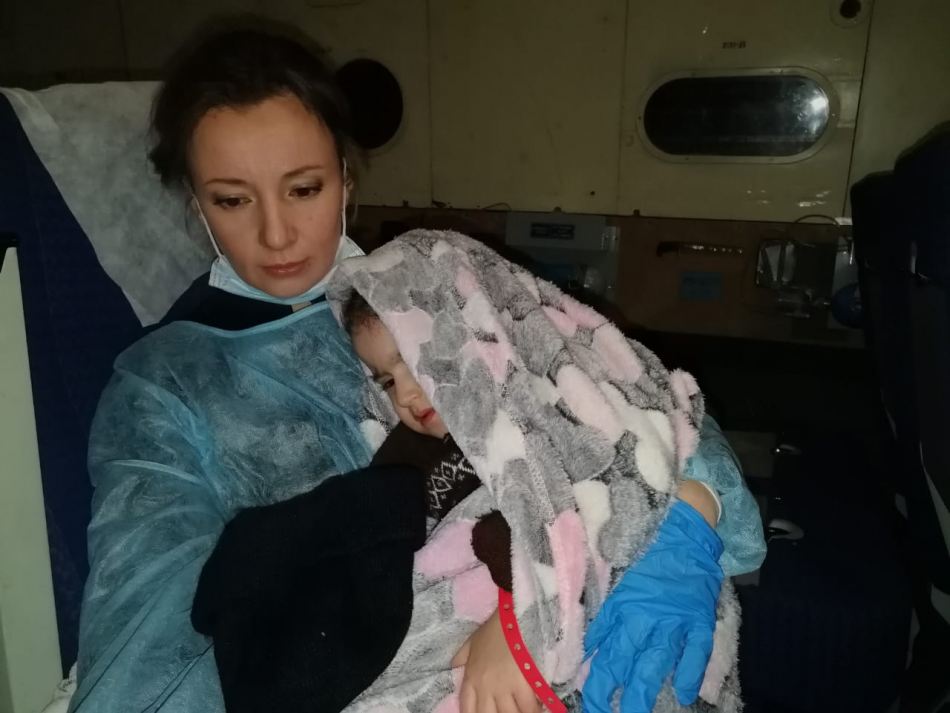
Первый рейс из Ирака. Анна Кузнецова привезла 30 российских детей

Инициировала проект «Качество Детства», в связи с отсутствием в нашей стране системного подхода к оценке детского благополучия. В конце 2018 года проработан первый комплексный критерий, который предполагает оценку субъектов РФ по уровню благополучия детей-сирот.
С августа 2018 года началась подготовка документов, необходимых для возвращения из Ирака российских детей, матери которых находятся в тюрьме Багдада. В ноябре 2018 года Кузнецовой подготовлен специальный доклад Президенту России «О реализации мер по возвращению детей из зон боевых действий и их реабилитации». По результатам его рассмотрения даны соответствующие поручения Правительству.
30 декабря с официальным визитом вылетела в Багдад, где встретилась с премьер-министром Ирака и председателем Высшего судебного совета Иракской Республики и вывезла из тюрем Ирака 30 российских детей.

### 2019 год
В январе Министерство просвещения закончило работу над законопроектом, который ужесточает требования к потенциальным приемным родителям. Анна Кузнецова дала отрицательное заключение на законопроект, отметив, что принятие мер, устанавливающих препятствия к устройству ребёнка в семью, недопустимо, а ограничение на переезд приемных семей противоречит Конституции РФ.

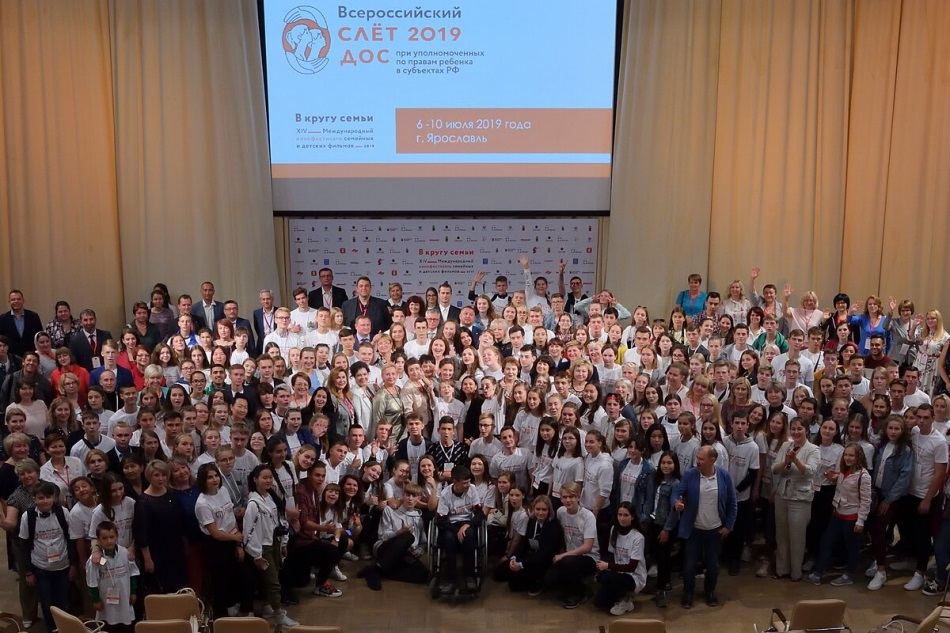
Анна Кузнецова предложила Детским общественным советам новый формат взаимодействия

Добилась включения в перечень медицинских изделий, предоставляемых бесплатно в рамках программы государственных гарантий, амбулаторный набор для введения инсулина и резервуар для инсулиновой помпы.
По предложениям Кузнецовой Минтранс начал прорабатываться вопрос о внесении изменений в проект Федерального закона с целью введения полного запрета на принудительную высадку из транспортного средства безбилетного лица, не достигшего возраста 16 лет.

В декабре 2018 года президент РФ подписал пакет законов «Об уполномоченных по правам ребёнка в РФ», который установил правовое положение, основные задачи и полномочия детских омбудсменов. В январе 2019 Президент переназначил Кузнецову детским омбудсменом сроком на 5 лет.

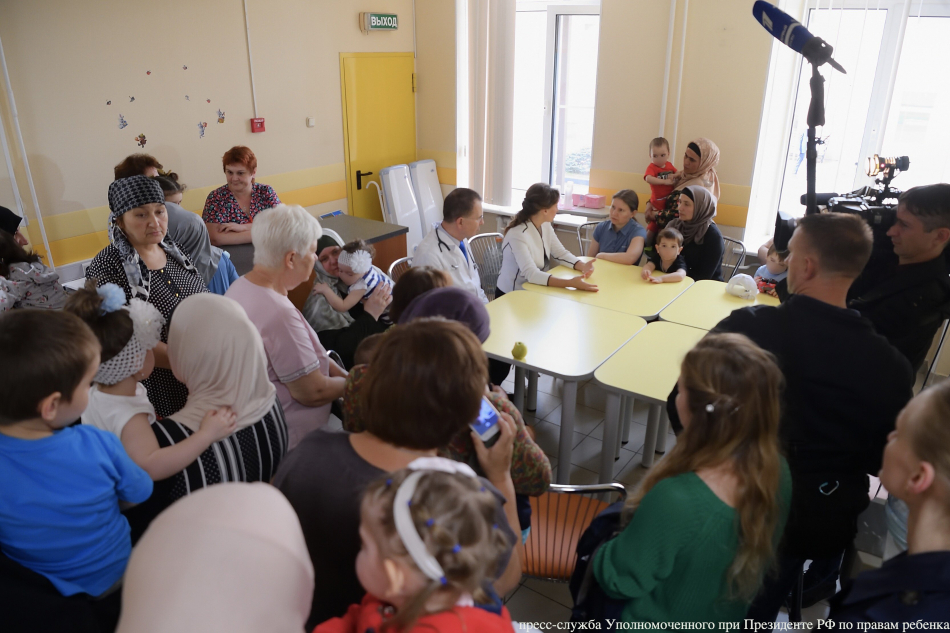
Анна Кузнецова навестила в больнице детей, вывезенных из Ирака.

10 февраля состоялся очередной вывоз детей из Ирака, было вывезено 27 детей, которые были переданы их родственникам и опекунам.
Выступила за реформирование органов опеки и попечительства.
Приняла участие в I Всероссийском форуме отцов. Форум собрал Уполномоченных по правам ребёнка и председателей Советов Отцов более, чем из 80 регионов страны.
Приняла активное участие в судьбе пятилетней «девочки-маугли», найденной в одной из московских квартир. В декабре ей была найдена приемная семья. Также были обнаружены «дети-маугли» в Санкт-Петербурге.
В 2019 году, после выявления большого числа нарушений, попросила президента России решить вопрос с реформированием детских домов-интернатов.

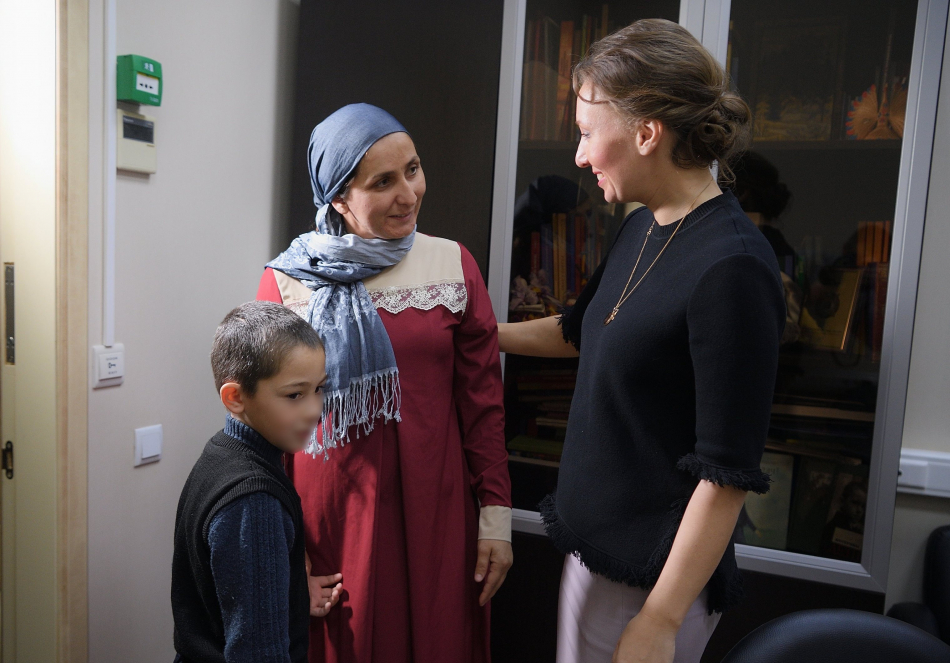
Анна Кузнецова обсудила с мамой Айши жизнеустройство девочки

4 июля 2019 года семилетнюю девочку Аишу в тяжелом состоянии доставили в Детскую республиканскую клиническую больницу Ингушетии. Кузнецова следила за непростой судьбой девочки и активно ей помогала. В сентябре суд прекратил дело о лишении матери родительских прав. В декабре после завершения лечения девочку передали родной матери.
Заступилась за женщину, которую в июле задержали на почте за посылку с купленными в Европе таблетками для своего тяжелобольного ребёнка. Сотрудники Федеральной таможенной службы нашли в таблетках вещество клобазам, которое запрещено в РФ. Кузнецова выступила с критикой Минздрава и с предложением упростить порядок получения незарегистрированных в России лекарств. Уголовное дело из-за покупки лекарства для ребёнка было закрыто.
Резко осудила организаторов летних протестных акций в Москве, призвав их «оставить детей в покое» и не привлекать их к участию в митингах. Однако, вступилась за двух участников митингов, у которых опека отобрала годовалого ребёнка. В итоге суд отказался принять иск против взявшей на митинг ребёнка пары.

Добилась регистрации в России препарата Спинраза для лечения спинальной мышечной атрофии. Позднее обратилась к председателю правительства РФ Михаилу Мишустину с просьбой поддержать закупки лекарств от спинальной мышечной атрофии из госбюджета.

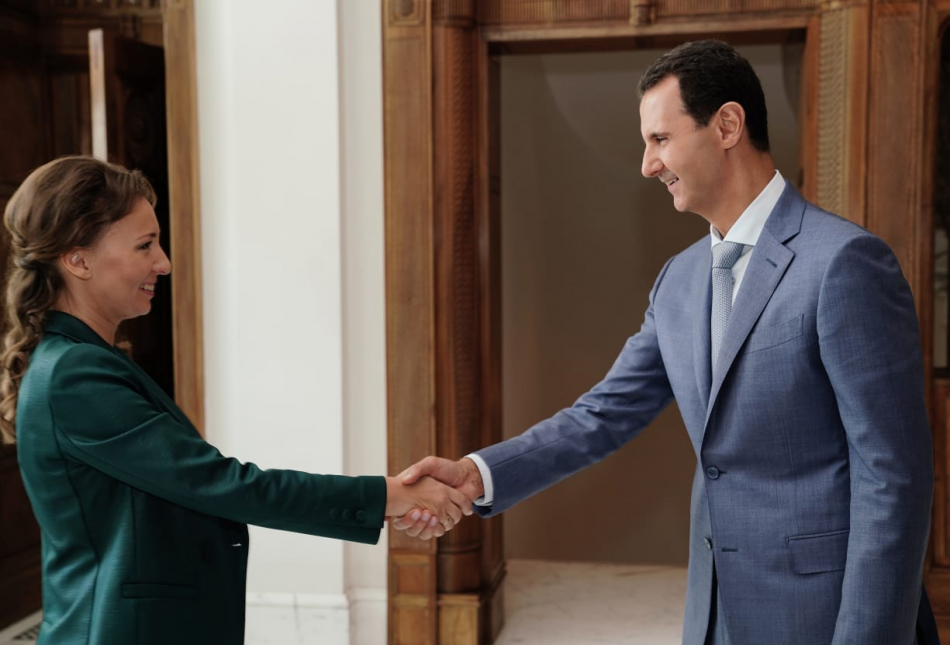
Встреча с Президентом Сирии Башаром аль-Асадом

5 сентября 2019 года отправилась с официальным визитом в Сирию, где встретилась с президентом Башаром Асадом. 8 сентября 2019 года спецрейсом с базы Хмеймим доставлено четверо российских детей, находившихся в приютах Дамаска. В декабре 2019 года ещё 4 детей удалось найти и вывезти из тюрем Сирии.
В декабре 2019 года вскоре после публикации законопроекта о домашнем насилии сообщила журналистам, что «неоднократно, трижды только за последнее время» давала отрицательное заключение на документ, «потому что его нормы не соответствуют Конституции». Заявила, что законопроект дублирует нормы других законов, и призвала подумать, нужен ли он вообще.
11 декабря 2019 года объявила о запуске системы оценки детской политики в регионах «Качество детства». Система осуществляет анализ комплекса параметров семейной политики в регионе для оценки защищенности прав детей, диагностирует состояние системы защиты прав детей в субъектах РФ и будет давать главам регионов полную информацию о пробелах в сфере детской политики.

### 2020 год

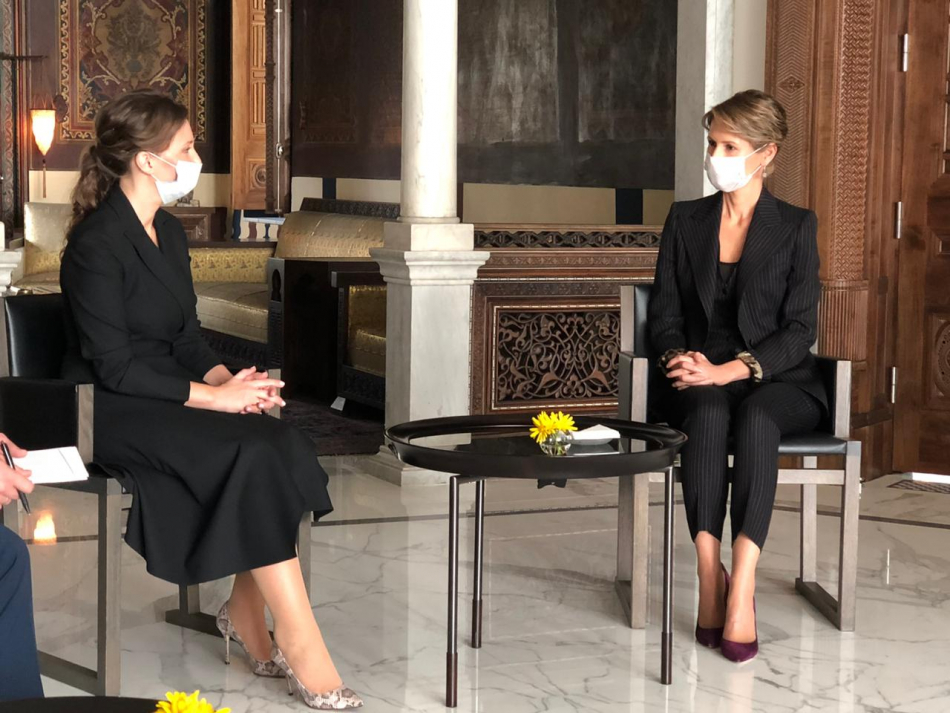
Встреча с супругой Президента Сирийской Арабской Республики Асмой аль-Асад

В феврале 2020 года началась работа по вывозу детей из неподконтрольного правительству Сирии лагеря беженцев Аль-Холь. Состоялась встреча Кузнецовой с Асмой Асад, супругой президента Сирии Башара Асада. .
Поддержала идею закрепления в Конституции понятия брака как союза мужчины и женщины. В июне 2020 года заявила, что поправки в Конституцию РФ значительно расширяют гарантии и ответственность государства по отношению к семье.
В феврале 2020 года направила Вячеславу Володину предложения по постинтернатному сопровождению детей-сирот. Проект поправок в федеральный закон «О дополнительных гарантиях по социальной поддержке детей-сирот и детей, оставшихся без попечения родителей» предусматривает определение понятия «постинтернатное сопровождение», а также круга лиц, в отношении которых устанавливается такое сопровождение.
28 мая родила седьмого ребёнка. Предложила ограничить продажу лекарств для абортов и сократить финансирование клиник, делающих аборты. РПЦ поддержала это предложение. В октябре Владимир Путин поручил улучшить работу по профилактике абортов.
Сообщила об идее создать Министерство семьи и снова призвала к реформе органов опеки. В октябре Минпрос начал работу над концепцией реформирования органов опеки.

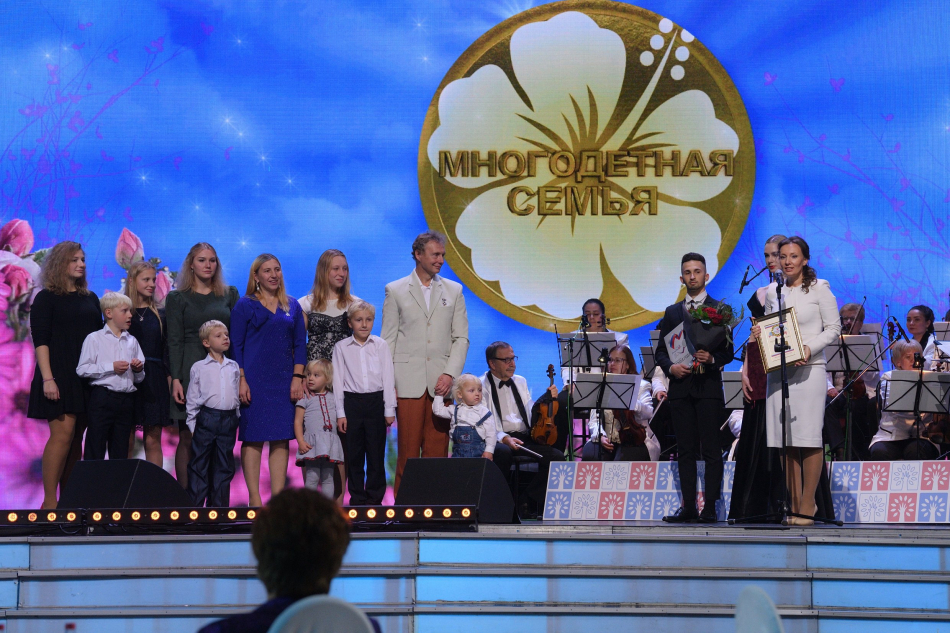
Анна Кузнецова наградила победителей Всероссийского конкурса «Семья года»

В июне выступила за внесудебное решение споров о праве на детские пособия между родителями, которые не проживают совместно и находятся в разводе.

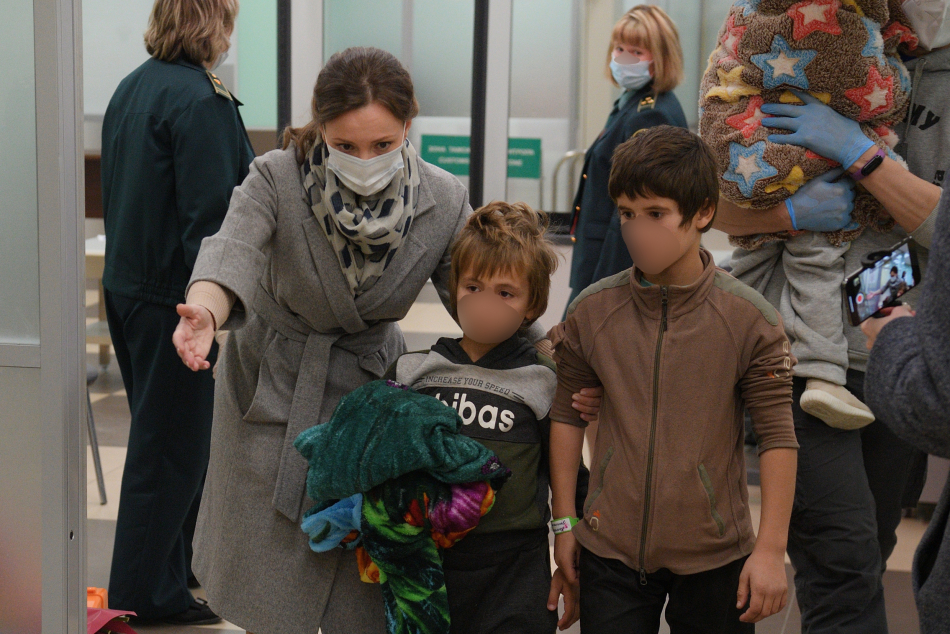
11-й рейс Минобороны по вывозу детей с территории лагерей беженцев Аль-Холь и Рож

С руководителем Росстата подписала соглашение о сотрудничестве в рамках реализации проекта «Качество детства».
Поддержала увеличение штрафов за продажу снюса несовершеннолетним.
В июле сообщила о подготовке к включению модульных программ по семьеведению в новый ФГОС.
После просмотра фильма Ксении Собчак обратилась в Генеральную прокуратуру и Следственный комитет с просьбой проверить информацию о случаях жестокого обращения с детьми в Среднеуральском женском монастыре. Бывшие воспитанники захваченного монастыря раскрыли подробности избиений.
18 августа вывезла из приютов Дамаска в Россию 26 детей возрастом от года до шести лет. Ранее эти дети были вывезены из лагеря беженцев Аль-Холь и помещены в приюты Дамаска. Ещё 15 детей были вывезены 9 сентября. Среди доставленных детей были раненые и парализованные. 16 октября спецбортом Минобороны вернули 27 детей из лагеря беженцев Аль-Холь. 14 ноября после долгих переговоров с курдами вернули ещё 31 российского ребёнка. 26 декабря состоялся последний рейс в 2020 году. Спецрейсом из Дамаска было вывезено 19 детей.
Совместно с ОНФ запустила проект «Взлетная полоса», цель которого довести до 40 % число детей-сирот, поступающих в средне-специальные и высшие учебные заведения.
Добилась решения о передаче полномочий по обеспечению жильём детей-сирот от органов опеки в Минстрой. В декабре выступила за запрет передачи детей суррогатных матерей иностранным гражданам.
Детский Общественный совет при Уполномоченном начал новый видеопроект «Лично — детям», в котором школьники в формате интервью зададут свои вопросы представителям профильных федеральных министерств и ведомств. На июнь 2021 года опубликовано 6 выпусков.

### 2021 год

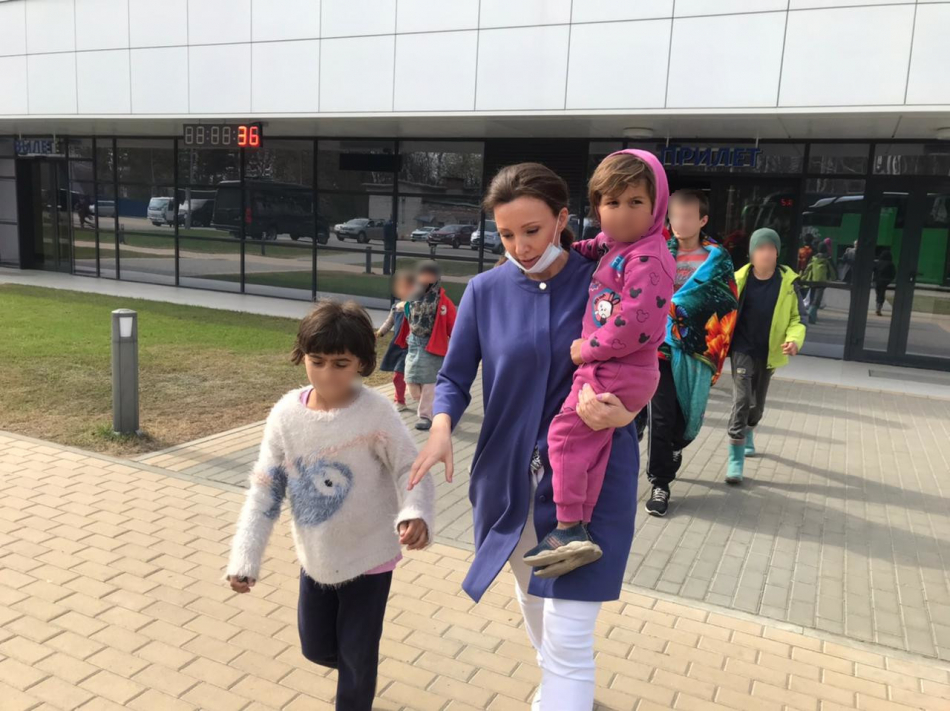
13-й рейс Министерства обороны России, на борту которого в сопровождении Анны Кузнецовой находились 44 ребёнка в возрасте от 2 до 16 лет

После ряда резонансных случаев в детских домах, совместно с министром науки и высшего образования В. Фальковым договорилась о разработке программы по изучению насилия в учреждениях для сирот.

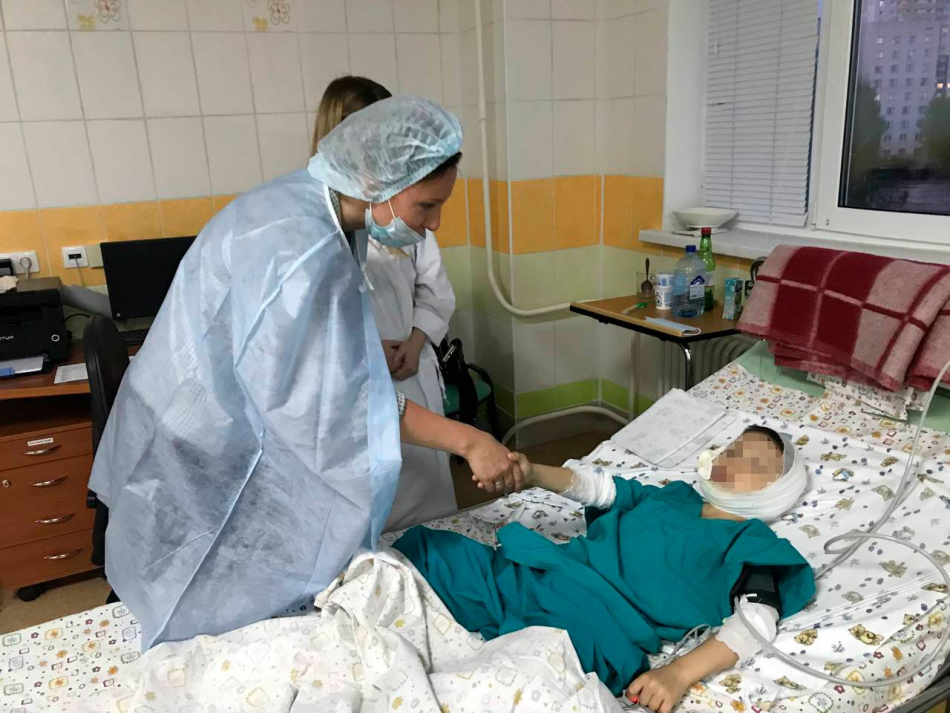
Ребёнок пострадавший после стрельбы в Казанской гимназии № 175

После поручения Президента сообщила, что прорабатывает вопрос освобождения детей от ответственности при примирении сторон.
Негативно оценила последствия дистанционного обучения в школах: у 42 % школьников выявлена депрессия, у 83 % — неблагополучные психические реакции, у 73 % — ухудшение зрения.
На встрече с послом Ирака в России Абдель Рахманом заявила о завершении работы по возвращению российских детей из тюрем Ирака.

19 апреля 44 российских ребёнка, находившихся в лагерях аль-Холь и аль-Рош, контролируемых курдами, были доставлены домой после долгих и сложных переговоров Кузнецовой с курдами.

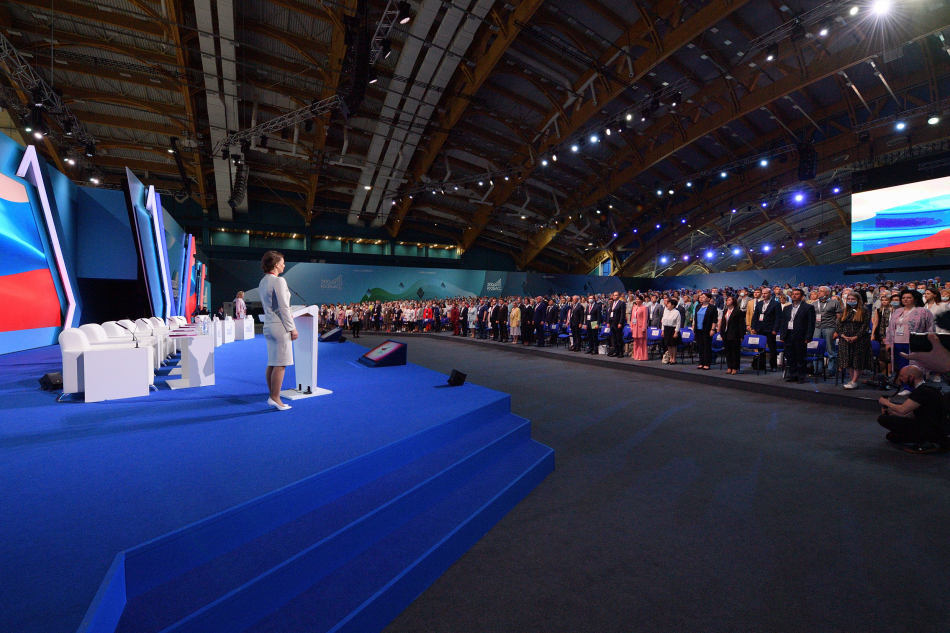
Анна Кузнецова объявила об открытии форума «Вектор детства»

Предложила ставить педофилам штампы во внутреннем и заграничном паспортах, а также в водительских правах.
В июле по предложению Кузнецовой Минтруд вынес на общественное обсуждение предложение отмечать День отца. Предлагаемая дата — третье воскресенье октября. Кузнецова отметила, что установление на всероссийском уровне Дня отца подчеркнет роль мужчин в воспитании детей и будет способствовать сохранению традиционных семейных ценностей.
27 сентября была освобождена от должности детского омбудсмена указом президента в связи с избранием депутатом Государственной думы.

## Государственная Дума VIII созыва

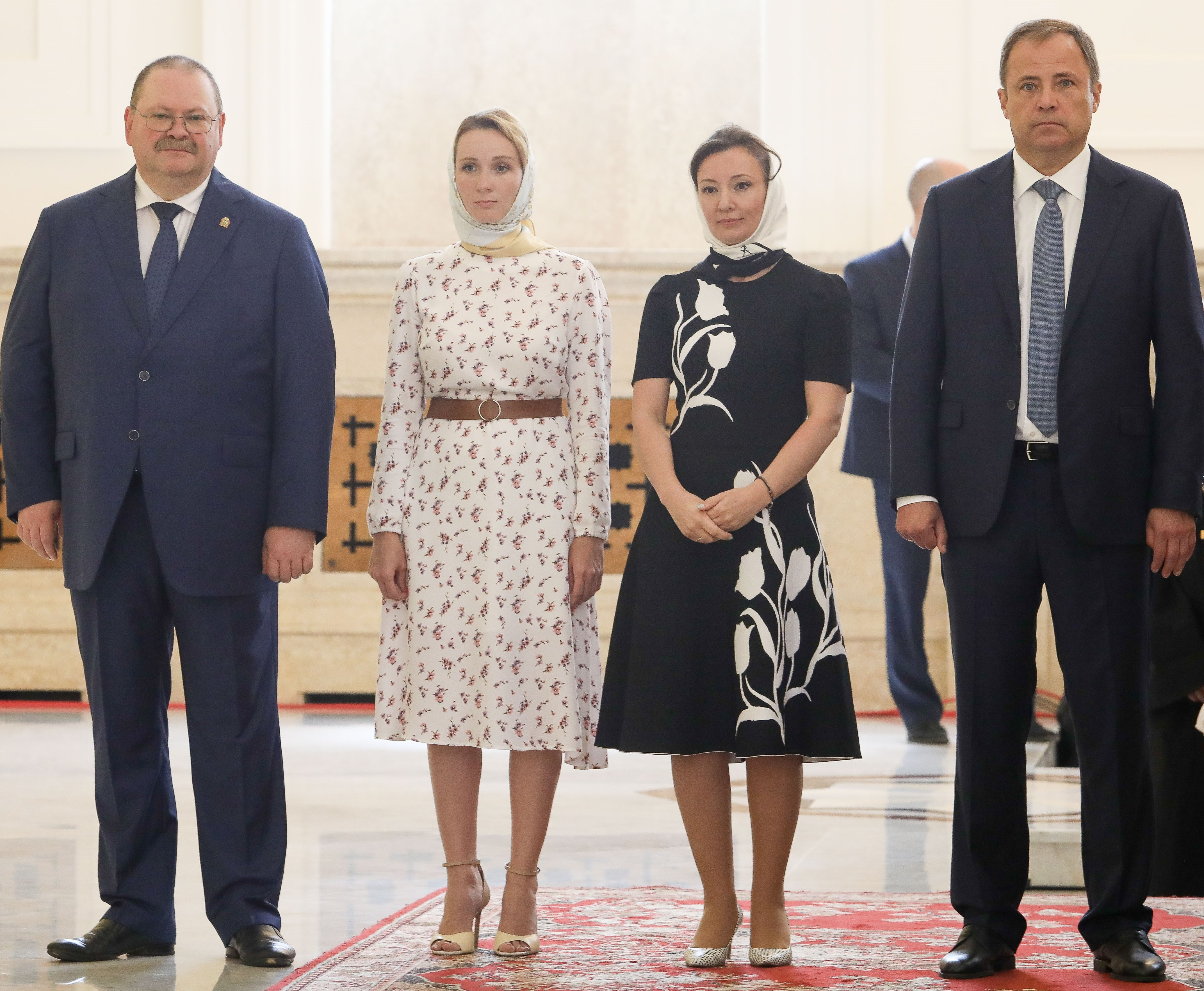
Заместитель председателя Государственной Думы А. Ю. Кузнецова на богослужении по освящению Спасского кафедрального собора в г. Пенза

В ноябре 2021 года Кузнецова предложила в два раза увеличить финансирование программы по обеспечению жильём инвалидов. В июле 2023 года выступила соавтором законопроекта который вводит в Уголовный кодекс наказание за оправдание и пропаганду экстремизма.

## Взгляды
Исповедует православие, придерживается монархических взглядов: она «из тех православных, которые много говорят про старцев, чудеса и так далее. Но она также умеет говорить и про документы, и про стратегию. У нее репутация человека, умеющего заходить в кабинеты».
Увлекается церковной флористикой. Известна деятельностью по поддержке беременных женщин, оказавшихся в трудной жизненной ситуации и как активный противник абортов.
Является сторонницей псевдонаучной теории телегонии:

Основываясь на сравнительно новой науке телегонии, можно говорить о том, что клетки матки обладают информационно-волновой памятью. Поэтому эти клетки запоминают все, что в них произошло. Допустим, если у женщины было несколько партнеров, то велика вероятность рождения ослабленного ребенка из-за смешения информации— «Meduza»
По данным СМИ, Кузнецова являлась давней и близкой подругой Львовой-Беловой, с которой вместе занималась социальной адаптацией детей-сирот. Но их дружба распалась из-за ссоры, после запуска проекта «Благовест», после чего Кузнецова вышла из проекта.

## Критика
В 2009 году высказывалась в поддержку псевдонаучной теории телегонии в интервью пензенскому медицинскому порталу, позднее Кузнецова заявила, что не помнит, чтобы такое говорила. Издание Радио Свобода отмечает высказывание Кузнецовой против детских прививок, а также обнаружили, что она состоит в ВИЧ-диссидентсткой группе в социальной сети «ВКонтакте».
За пять лет пребывания на посту уполномоченной по правам ребёнка Кузнецова запомнилась чередой очень странных, ультраконсервативных заявлений и сомнительных инициатив. Так она выступала с требованием запретить ряд детской литературы, например детское четверостишье Сергея Михалкова про грипп, потому как там упоминался «белый порошок», обращала внимание на «петушиного коня» из коми-пермяцкого эпоса, так как углядела в этом пропаганду ЛГБТ, предлагала Путину изменить логотип партии «Единая Россия», добавив к медведю — семью, выступала за введение закона о «премодерации информации» в интернете.
Председатель Родительского всероссийского сопротивления Мария Мамиконян в открытом письме, в мае 2017 года, высказала ряд частных претензии к деятельности Кузнецовой, связанных с её текущей деятельностью, заявив о выходе из Общественного совета при омбудсмене. Часть общественников выступила в защиту Кузнецовой и с осуждением критики в её адрес.
В 2023 году, после российского нападения на Украину, распространила не соответствующее действительности заявление, что якобы компания Coca-Cola покупала украинских детей на органы, «черная транспланталогия» составляет 7 % от бюджета Украины, а украинские власти воруют украинских детей.

## Санкции
25 февраля 2022 года, на фоне вторжения России на Украину, включена в санкционный список стран Евросоюза в ответ на решение России признать территории Донецкой и Луганской областей Украины и на решение об отправке туда российских войск.
11 марта 2022 года внесена в санкционный список Великобритании «за признание независимости двух сепаратистских регионов в Украине».
30 сентября 2022 года была внесена в санкционный список США в ответ на «фиктивные референдумы» и «аннексию территорий Украины российскими оккупационными силами». Государственный департамент отмечает что депутаты единогласно приняли закон о фейках, а некоторые депутаты сыграли ключевую роль в распространении российской дезинформации о войне.
23 февраля 2023 года включена в санкционный список Канады «соратников режима», так как она «голосовала за законодательство связанное с вторжением и попыткой аннексии четырех регионов Украины».
По аналогичным основаниям находится в санкционных списках Швейцарии, Австралии, Японии, Украины и Новой Зеландии.

## Награды
- Приз зрительских симпатий на III Международном фестивале социальных технологий «За жизнь — 2012»[255].
- Памятная медаль «В память о 700-летии со дня рождения преподобного Сергия Радонежского»[9].
- Нагрудный знак «За благие дела» III степени Пензенской епархии Русской православной церкви[256].
- Памятный знак «За заслуги в развитии города Пензы» — за многолетнюю плодотворную общественную деятельность, большой вклад в развитие института защиты семьи, материнства и детства на территории города[257].
- Медаль «За содействие» (СК России) — за содействие в решении возложенных на Следственный комитет задач[258].
- Медаль «Памяти Героев Отечества» Минобороны России (2019) — за высокие достижения в области развития военной истории, гуманитарного знания и реализацию важных общественных проектов историко-патриотической направленности[259].
- Медаль «За вклад в укрепление обороны Российской Федерации» (Минобороны России, 2019)[260].
- Медаль «За вклад в укрепление правопорядка» (МВД России, 11.12.2019) — за вклад в укрепление правопорядка[261].
- Медаль «За чистоту помыслов и благородство дел» (СК России)[262].
- Медаль «За усердие» (МЧС России)[263].
- Медаль «За вклад в развитие уголовно-исполнительной системы России» II степени (ФСИН России)[264].
- Медаль «За укрепление боевого содружества» (Минобороны России, 2021)[265].
- Орден Дружбы (25 июля 2021) — за большой вклад в реализацию государственной политики в сфере защиты материнства, отцовства и детства в Российской Федерации[266].
- Медаль «В ознаменование 10-летия возвращения Севастополя в Россию» (10 июня 2024) — за вклад в социально-экономическое развитие города Севастополя

## Семья

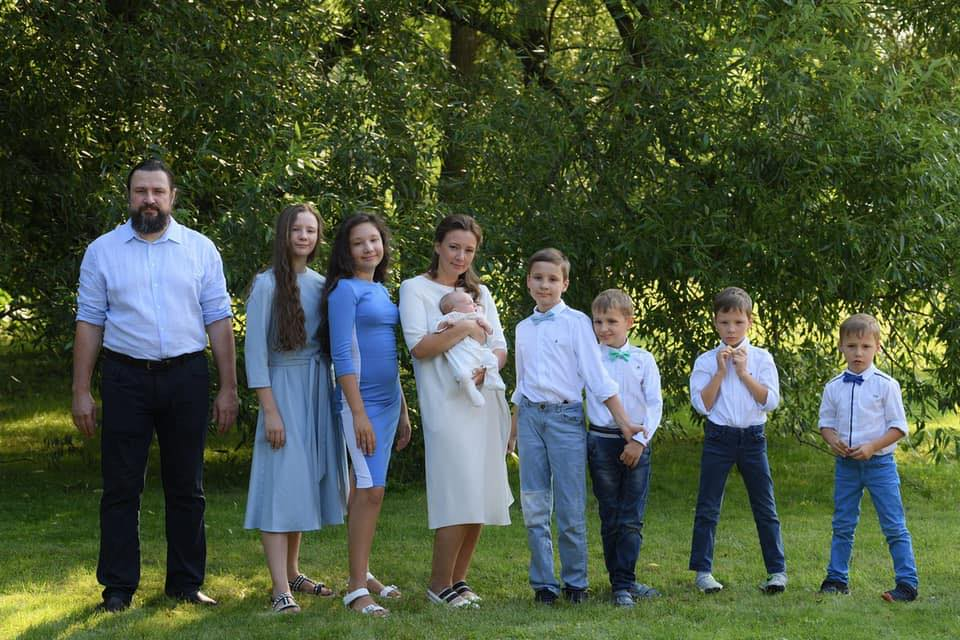
Анна Кузнецова со своей семьей

Замужем с 2003 года. Муж — Алексей Кузнецов, священник, окончил духовную семинарию, имеет два высших образования (техническое и педагогическое), а также учёную степень кандидата технических наук. Семеро детей: дочери — Мария и Дарья, сыновья — Иван, Николай, Тимофей, Лев и Петр.

## Доходы
Согласно данным, размещенным в декларации, содержащей сведения о доходах, расходах, об имуществе и обязательствах имущественного характера лиц, замещающих государственные должности Российской Федерации, за 2018 год Кузнецова заработала 6 507 198 рублей. Доход её супруга за тот же период составил 1 436 158 рублей. В собственности Анны Кузнецовой находится земельный участок площадью 800 м² и жилой дом площадью 140,8 кв. м.